# Gary Gianni
Gary Gianni (* 1954 in Chicago) ist ein US-amerikanischer Comiczeichner und Illustrator.
1976 schloss er ein Studium an der Chicago Academy of Fine Arts ab. Anschließend arbeitete er für die Zeitungen Chicago Tribune und Chicago Sun-Times als Illustrator sowie für die Network Television News als Gerichtszeichner. Seine Zeichnungen erschienen in zahlreichen Zeitungen, Magazinen, Taschenbüchern, Comics und Kinderbüchern.
Seine ersten Buchillustrationen fanden sich 1988 in Ausgaben von Herman Melvilles Moby Dick und in Kidnapped von Robert Louis Stevenson für First Comics in der Reihe Classic Illustrated. 1990 zeichnete er mit den Adaptionen von Geschichten von O. Henry The Tales of O. Henry und Jules Vernes 20.000 Meilen unter dem Meer seine ersten Comics. Bald schon folgten Abenteuer von Indiana Jones und der Schrein des Seeteufels und der von ihm geschaffenen MonsterMen für Dark Horse Comics. Die Comicserie MonsterMen wurde später umbenannt in Corpus Monstrum.
1997 erhielt er zusammen mit Archie Goodwin den Eisner Award für die Kurzgeschichte Heroes in Batman: Black and White von DC Comics.
Seit der Illustration der Geschichten von Robert E. Howard für den Herausgeber Wandering Star gehört Gary Gianni zu den bekannten Fantasy-Zeichnern. Eineinhalb Jahre arbeitete Gianni an den 200 Zeichnungen und 7 Ölgemälden, um die Abenteuer des nachdenklichen Helden Solomon Kane im puritanischen Zeitalter zu illustrieren. Das Buch erschien 1998. Das Titelbild gewann den Gary Spectrum's Silver Award.
1999 zeichnete er ein Titelbild und eine Geschichte für Tom Strong, ABC Comics. 2001 illustrierte er ein weiteres Werk von Howard für Wandering Star: Bran Mak Morn: The Last King. Zwölf (andere Quelle: acht) Farbtafeln und mehr als 45 Bleistift- und Tintenzeichnungen ergänzen Howards Geschichten um ein längst ausgestorbenes Volk und ihrem tragischen Kriegskönig. Außerdem begann er mit Zeichnungen zu Conan. Zwischen März 2004 und März 2012 arbeitete er zusammen mit Mark Schultz an Prinz Eisenherz. 2015 schuf er die Illustrationen für das Buch A Knight of the Seven Kingdoms, einer Vorgeschichte von George R. R. Martins Das Lied von Eis und Feuer.